# Electrelane
Electrelane est un groupe de rock britannique, originaire de Brighton, en Angleterre. Il est formé en 1998 par Verity Susman (en) et Emma Gaze.

## Biographie

### Débuts (1998–2000)
Le groupe enregistre son premier single, Film Music, et le publie en janvier 2000 au label Indenial, sous-branche de Skint Records. Il publie un autre single, Le Song avec Fierce Panda avant de former son propre label, Let's Rock!, distribué par 3MV. Les deux premiers singles qu'il publie sont Gabriel et Blue Straggler à la fin 2000 avant de travailler sur un premier album. À cette période, le groupe effectue plusieurs changements de formation. La première bassiste, Tracy Houdek, quitte le groupe à cause de sa grossesse. Elle est brièvement remplacée par Rupert Noble jusqu'à l'arrivée de Rachel Dalley.

### Rock It to the Moon(2000–2003)
Le premier album du groupe, Rock It to the Moon, est principalement instrumental. Il est enregistré en avril 2001, et publié au label Mr. Lady Records. Verity Susman (en) explique : « Il y a longtemps, quand on a commencé, on a beaucoup chanté. Mais ça n'a jamais vraiment marché. Quand on a commencé à l'instrumental ça a toujours été plus intéressant. Pour nous, c'était plus satisfaisant ». Le NME note l'album d'un 8 sur 10. 

### The Power Out(2003–2004)
Le second album, intitulé The Power Out (produit par Steve Albini, enregistré en 2004), comporte davantage de voix et de structures musicales.
À la mi-2004, Rachel Dalley quitte le groupe et est remplacée par Ros Murray, une vieille amie du groupe.

### No Shouts No Callset pause (2004–2007)
Le troisième album, Axes, est enregistré en 2005. Il retrouve plus l'esprit du premier, principalement instrumental. En août 2006, Electrelane sort Singles, B-Sides and Live, une collection de morceaux inédits qui comprend des performances live et des versions originales issues de leur premier album. En septembre et octobre, le groupe enregistre à Benton Harbor. 
En novembre 2006, le groupe annonce la sortie de l'album No Shouts, No Calls. En avril 2007, le groupe sort l'album No Shouts No Calls, où les voix refont nettement plus leur apparition, et enchainent les concerts à travers les États-Unis et l'Europe. L'album est enregistré numériquement, et publié le 23 avril 2007 au Japon, le 3 mai 2007 aux États-Unis, et le 30 avril 2007 partout ailleurs. Le premier single, intitulé  To the East, est publié le 12 mars 2007. Il est bien accueilli par la presse spécialisée, Heather Phares d'AllMusic considérant certains morceaux comme « les meilleurs dans la carrière du groupe ». James Reed du Boston Globe cite l'album dans sa liste des meilleurs albums de 2007. En soutien à l'album, elles tournent en mai et juin 2007 aux États-Unis avec Tender Forever et ouvrent pour Arcade Fire à plusieurs de leurs concerts. Elles réalisent notamment une excellente prestation au festival La Route du rock. Pour le reste de l'été, elles jouent au Fuji Rock Festival au Japon et  à divers festivals en Europe, comme le Summercase, Montreux Jazz Festival et le Festival Paredes de Coura.
Vers la fin de l'année 2007, après 10 ans de collaboration, le groupe annonce sa séparation, chacune désirant se tourner vers de nouveaux horizons. Leur dernier concert a lieu le 1er décembre 2007 dans leur ville d'origine Brighton.

### Retour (2011–2012)
Leur pause prend fin le 16 février 2011 par l'annonce d'une série de concerts qui commencera par le festival londonien de Fields Day. Durant l'été 2011, Electrelane reprendra la route et donnera 14 concerts lors de festivals, principalement, comme le Big Chill Festival, la route du rock ou encore Nox Orae. Elles tournent aussi en Australie au début de 2012. À cette période, elles ne prévoient aucun projet futur pour le groupe.

## Influences
Les influences du groupe sont à trouver notamment du côté des Velvet Underground, Patti Smith, Sonic Youth et Pink Floyd ainsi que le krautrock de Can et Neu!.

## Membres

### Derniers membres
- Verity Susman (en) - claviers, farfisa, chant, guitare, saxophone, clarinette
- Emma Gaze - batterie
- Mia Clarke (en) - guitare, chant
- Ros Murray - basse

### Anciens membres
- Tracey Houdek - basse (1998–1999)
- Rupert Noble - basse (1999)
- Debbie Ball - guitare, chant (1998–2000)
- Rachel Dalley - basse (1999–2004)

## Discographie
- 2001 : Rock It to the Moon
- 2002 : I Want to Be President (EP)
- 2004 : The Power Out (produit par Steve Albini)
- 2005 : Axes (produit par Steve Albini)
- 2006 : Singles, B-Sides and Live
- 2007 : No Shouts, No Calls